# Kalša
Kalša – wieś (obec) na Słowacji położona w kraju koszyckim, w powiecie Koszyce-okolice. Pierwsze wzmianki o miejscowości pochodzą z roku 1270. 
Według danych z dnia 31 grudnia 2012, wieś zamieszkiwało 712 osób, w tym 347 kobiet i 365 mężczyzn.
W 2001 roku rozkład populacji względem narodowości i przynależności etnicznej wyglądał następująco:
- Słowacy – 97,04%
- Czesi – 0,42%
- Ukraińcy – 0,14%
- Węgrzy – 0,42%

Ze względu na wyznawaną religię struktura mieszkańców kształtowała się w 2001 roku następująco:
- Katolicy rzymscy – 60,37%
- Grekokatolicy – 32,86%
- Ewangelicy – 0,71%
- Prawosławni – 0,56%
- Ateiści – 0,28%
- Nie podano – 2,54%